# ادوارد ریموند
ادوارد ریموند (انگلیسی: Edward C. Raymund؛ ۲۶ اوت ۱۹۲۸ – ۹ دسامبر ۲۰۰۸) کارآفرین اهل ایالات متحده آمریکا بود، که در سال ۱۹۷۴ شرکت تک دیتا را تأسیس کرد.